# Прайдерит
Прайдерит (англ. priderite; нім. Priderit m) — мінерал, складний оксид калію, барію, титану і заліза ланцюжкової будови.
Названий за прізвищем австралійського геолога P. Т. Прайдера (R.T. Prider), K.Norish, 1951.

## Загальний опис
Хімічна формула:
- 1. За Є. Лазаренком: (K, Ba)1,33 (Ti, Fe3+)8O16.
- 2. За «Fleischer's Glossary» (2004): (K, Ba)(Ti, Fe)8O16.

Склад у % (з плато Кімберлі): K2O — 5,6; BaO — 6,7; TiO2 — 70,6; Fe2O3 — 12,4. Домішки: Al2O3 (2,3); Na2O (0,6).
Сингонія тетрагональна. Дрібні призматичні кристали. Густина 3,78-3,94. Колір від червоно-коричневого до чорного. Блиск алмазний. Риса сіра. Спайність досконала. Акцесорний мінерал лейцитових порід плато Кімберлі (Західна Австралія); є у Хібінському масиві (РФ).

## Різновиди
Розрізняють:
- прайдерит баріїстий (штучний безкалієвий прайдерит);
- прайдерит калієвий (штучний безбарієвий прайдерит).